# Mariano Urdániz
Mariano Urdániz Rando (1913-1976) fue un maestro escultor y ebanista que desarrolló su obra después de finalizar la guerra civil española (1936-1939). 

## Biografía
Si bien fue comanditado por particulares para la realización de relieves en madera,  trabajos decorativos, muebles y bustos, como el del Arzobispo de Zaragoza Casimiro Morcillo González, lo fue en mayor medida por instituciones eclesiásticas, bien para decorar con mobiliario litúrgico e imágenes nuevas el interior de las iglesias destruidas durante la guerra, bien para restaurar el patrimonio eclesiástico mueble e inmueble. 
Artista polifacético, los materiales y las técnicas en las que se basaba son las propias de la ebanistería, la escultura en bronce, escayola, madera y el mármol, así como de aquellas pertenecientes al campo de la arquitectura, sin olvidar también, técnicas tradicionales como el dorado con pan de oro, policromado y estofado. Los Estudios de Arte Urdániz, ubicados en la calle Corona de Aragón de Zaragoza eran un taller completo, creadores de sus propios diseños: Retablos, altares, imaginería, muebles, policromado, decoración y marcos. La ejecución de la obra se realizaba desde los primeros bocetos hasta su emplazamiento en la ubicación definitiva. En estos talleres se realizaron obras para Aragón, Andalucía, Valencia, Castilla y León, Castilla-La Mancha y Cataluña, numerosas restauraciones y obra escultórica.
Estéticamente, su obra, influenciada en un principio por el manierismo y barroco españoles de los SS.XVI-XVII, evoluciona gracias a una depuración progresiva de sus líneas compositivas y a una concepción de la forma cada vez más abstracta, aportando así, un aire nuevo y moderno a la escultura religiosa aragonesa de la segunda mitad del siglo XX.
Estudios de Arte Urdániz fue un taller importante, junto con el de los Hermanos Albareda, en el arte religioso aragonés durante el periodo que nos ocupa.
Muchas de sus obras se han perdido o no se sabe dónde están, no solo a causa de la personalidad del artista, que en numerosas ocasiones no firmaba, sino también debido al poco interés que suscita en la actualidad, si lo comparamos con los movimientos vanguardistas, el arte de carácter religioso perteneciente a los años que duró el franquismo. El motivo de este breve trabajo es un intento por compilar información sobre la vida y los trabajos conocidos de este artista, laureado en su tiempo.

### Entorno
Urdániz fue socio fundador del Estudio artístico Goya junto con Mariano Gratal, Luis Barcelona, Anastasio Alquézar, Enrique Este, Antonio Margalé, Antonio Blasco, José Gimeno y Martín Muñoz.
Tradición y Modernidad. Arte en Zaragoza en la década de los años cincuenta; Prensas Universitarias de Zaragoza, 2005; María Isabel Sepúlveda Sauras. P 335
Con tan solo veinte años presenta un proyecto monumental al concurso conmemorativo del Cinco de marzo, en 1933. Proyecto que nunca llegarìa a realizarse.
El monumento zaragozano al Cinco de Marzo, un proyecto olvidado, por VICTORIA MARTÍNEZ AURED.
Otros datos de interés:
- Exposición del Estudio Goya en diciembre de 1933, Salón de Quintas de la Diputación Provincial[2]

- Exposición individual durante el año 1934 en el salón de actos de La Voz de Aragón. La exposición constaba de retratos de personalidades aragonesas entre los que destacaban:

1. Tomás Seral y Casas, poeta aragonés
2. Anastasio Alquézar, pintor, socio fundador del Estudio Goya
3. Ramón Borobia Paños, compositor y músico aragonés
4. Hijo y nieta de Don Joaquín Gimeno Riera, presidente del colegio de médicos de Zaragoza
5. Ladislao Cabetas, profesor en la Escuela de Artes Industriales y Director de la Escuela de Bellas Artes de Zaragoza
6. Ramón Mercier, empresario zaragozano
7. Santiago Ramón y Cajal[2][3]. El busto de halla en los jardines del Hospital de Nuestra Señora de Gracia

- Exposición del Estudio Goya en la sala de la Diputación provincial, 1935

- Exposición de Arte Sacro en marzo de 1939, Zaragoza. Presentación, en la sala del Estudio Goya, de un retablo realizado por Urdániz, en cuanto a la realización escultórica y ornamental, y por los pintores Leopoldo Navarro Oros y Manuel Navarro López en cuanto a la realización pictórica. Los Sres. López crearían la empresa Arte Sacro Navarro en 1939.

- Exposición de Arte Sacro del 22 de mayo al 6 de agosto de 1939 en Vitoria, en el Palacio de Villa Suso. Presentación de la obra anteriormente citada y realizada expresamente para esta exposición

### Primeros trabajos
- En 1944, el ayuntamiento de Ateca le encargó siete bancos de estilo «Renacimiento español» para el salón de sesiones de la Casa consistorial de Ateca, un escudo representativo para la pared exterior de la casa consistorial, tres florones de escayola,  dos Gigantes y tres Cabezudos. La casa consistorial de Ateca se encuentra inscrita en el Inventario del Patrimonio Cultural Aragonés por lo que según la ley 3/1999 de 10 de marzo el Patrimonio Cultural Aragonés tiene la protección de Bien inventariado del patrimonio cultural aragonés.[5]

### Obra
- Trabajos en la Casa de Ejercicios de la Compañía de Jesús en la Quinta Julieta. Este edificio, del arquitecto Santiago Lagunas, fue declarado Bien Catalogado del Patrimonio Cultural Aragonés por Orden de 2 de noviembre de 2005, del Departamento de Educación, Cultura y Deporte, publicado en el Boletín Oficial de Aragón de 25 de noviembre de 2005. En 1962, el edificio recibió el IV Trofeo de Arquitectura Ricardo Magdalena.

1. Sagrado Corazón tallado de 7 metros en piedra, situado en la fachada del edificio, 1961
2. Cristo crucificado a tamaño natural, en madera a su color, de 1,80 metros
3. Talla en piedra de San José Pignatelli, ubicada en los jardines
4. Muebles litúrgicos

- Iglesia Madre del Salvador, Zaragoza

1. Las tres cúpulas de las torres en madera forradas de zinc
2. Cristo crucificado, talla en madera de olivo sin pintar de 1,80 metros
3. Sagrado Corazón tallado en madera sin policromar, con una altura de un 1,80 metros
4. Sagrario y ostensorio del altar Mayor, comulgatorio de 9 metros, un Viacrucis y 8 confesionarios.

El edificio, perteneciente a la compañía de Jesús del colegio del Salvador, comenzado en 1959, se hallaba junto al antiguo colegio (Paseo General Mola). Arquitectos responsables del edificio fueron Pascual Bravo Sanfeliú, director de la Escuela de Arquitectura de Madrid, autor del proyecto, y Lorenzo Monclus. (Periódico Amanecer, 9 de octubre de 1960) 

- Retablo y Altar Mayor de la Iglesia conventual (Convento de San Diego) de los Padres Carmelitas Calzados en Hinojosa del Duque, Córdoba. Del convento, recientemente desaparecido, únicamente se conserva la iglesia, edificio del siglo XVI, reconstruida al finalizar la Guerra Civil Española (1936-1939) 1959.[8]

- Iglesia del Colegio Salesianos (Burriana, Castellón, 1967)

1. Diseño interior, realización de los bancos y mobiliario litúrgico
2. Escultura tallada en piedra de 4,5 m de altura, la cual representa a la Virgen con el niño en brazos. Se halla adosada a uno de los muros exteriores de la iglesia
3. Cristo Redentor, en madera a su color.[9]

- Paso de Semana Santa " La Verónica ". Burriana (Castellón), 1968

El paso fue encargado por la Cofradía de la Santa Faz de Burriana bajo la presidencia de Francisca Marzal, y fue bendecido el 7 de abril de 1968. Representa la escena de la Pasión en la que la Verónica se acerca a enjuagar el rostro sudoroso de Jesús, quedando este estampado en el lienzo que la santa mujer lleva en las manos.
- Virgen de piedra para la fachada de las bodegas. Paniza, provincia de Zaragoza

- Iglesia del Colegio Cardenal Xavierre (PP Dominicos), ubicada en la plaza de San Francisco de Zaragoza. La decoración interior de la iglesia fue en su totalidad diseñada y realizada por Mariano Urdániz

1. Cristo crucificado, talla en madera
2. Virgen con niño, talla en madera
3. Revestimiento en madera de los muros, bancos, coro y techo

- Iglesia de los PP carmelitas Calzados, Madrid (?)

Sagrario y expositor de custodias, sillería del coro 
- Retablo de San José, realizado para la Iglesia Noviciado del Carmen. La iglesia, perteneciente al convento de los PP Carmelitas Calzados, fue demolida junto con el convento y colegio con motivo del ensanchamiento de la Avenida de César Augusto]. El retablo se halla en paradero desconocido.

- Capilla para el Santísimo Cristo de los Sitios. El conjunto escultórico se hallaba situado en la capilla del Colegio de San José, Seminario de los PP Carmelitas Calzados, Zaragoza.

La capilla, en madera tallada, dorada y estofada, fue concebida para albergar el Cristo crucificado atribuido a Damián Forment, que actualmente se encuentra en la Iglesia del Carmen, Zaragoza.
- Retablo del Santísimo Misterio. Municipio de Cimballa, Zaragoza

- Retablo Mayor para la iglesia parroquial de La Mata de los Olmos, Alcorisa - Teruel[10]

- Retablo de la ermita de la Virgen de Gracia. La Mata de los Olmos, Teruel, 1959.

- Dos retablos de madera (el del sagrado Corazón y el de la Purísima) dorados y policromados, así como dos mesas de altar que los acompañan, de alabastro el primero, y de madera, el segundo. Iglesia de Bujaraloz, Zaragoza

- Retablo Mayor de la iglesia de San Martín de 14 m de altura, dorado y policromado, León, 1950. El retablo fue diseñado para custodiar La Virgen Dolorosa de San Martín, talla en madera realizada por Luis Salvador Carmona en 1750 y restaurada por Antonio Collado en 1949.[11]

Restauración de uno de los retablos, que nos es desconocido, de la misma iglesia
- Relieve central del retablo que preside el altar Mayor de la iglesia parroquial de Valencia de Don Juan, provincia de León (España) en 1950. El retablo es del siglo XVI, y su entallador fue Guillermo Doncel (1543).

De su actual restauración se ha encargado el taller diocesano de León, cuya responsable de gestión es Marta Eva Castellanos; el Restaurador ha sido José Luis González Santos y el escultor, Amancio González)
- Virgen de Olartia, talla en madera policromada conservada en la ermita de Nuestra Señora de la Virgen Oliarta, Rodezno (La Rioja, España)

- Virgen de Aliaga para el santuario ubicado en Cortes de Aragón (Teruel). Se trata de una talla en madera policromada inaugurada el 15 de septiembre de 1963 (Día del Sitio).[14]

- Retablo dorado y policromado y mesa de altar para la Iglesia del Palacio de los Condes de Bureta, Zaragoza

- Altar y Retablo dedicados a la Virgen del Pilar para la parroquia de Mora de la Nueva, Tarragona

- Altar y retablo dedicados a la Virgen del Pilar para la iglesia de Leciñena
- Retablo para la Iglesia Parroquial de Toral - Huesca

- Peana Nuestra señora de los Ángeles; Villanueva de Huerva

- Virgen con niño, 1960. Talla en madera ofrecida al que fue arzobispo de Madrid, Su Excia. Revma Casimiro Morcillo González

- Inmaculada de la Virgen del Carmen. Es una imagen tallada en madera policromada en su parte exterior. Se venera en la Parroquia Nuestra Señora del Carmen de Zaragoza, inaugurada el 1962 y proyectada por el arquitecto José Romero.

- Trabajos en los municipios de Bielsa, Mora de Rubielos, Peñarroya de Tastavin y Mas de las Matas de los que no se poseen más detalles

### Restauraciones
- Retablo que preside el altar Mayor de la iglesia parroquial de Valencia de Don Juan, provincia de León (España)en 1950

- Catedral de La Seo de Zaragoza. Restauración de 3 o cuatro alturas de las Capillas

- Retablo Mayor de la Iglesia de San Pablo (Zaragoza). 1960. El retablo, realizado entre 1511 y 1518, fue obra de Damián Forment

- Retablo Mayor de la iglesia de San Gil (desmantelamiento del retablo y restauración completa)

- Retablo de la Virgen de la Esperanza, que actualmente se encuentra en la Iglesia de Nuestra señora de la Asunción municipio de Albocàsser (Castellón). De este retablo se restauró el dorado. La obra data de 1418 aproximadamente; está atribuida a Jaume Mateu y el ático a Antonio Peris. recientemente ha asido restaurada por Miguel Hurtado Balaguer entre septiembre de 1998 y noviembre de 1999.

- Restauración de las torres de la iglesia de Paniza, Zaragoza

- Virgen de Monlora para el Santuario de la Virgen de Monlora, 1962. Se trataba de una antigua imagen de vestir a la que se dotó de un cuerpo sedente

- Altar y dos imágenes policromadas y estofadas ubicadas en el Santuario de Monrola, 1962.[15]

- Director general de la comisión ejecutiva que llevó a cabo la restauración de la iglesia del Salvador, Burriana

1. Ábside completo con sus doce ventanales
2. Ampliación de la base del altar
3. Acabado de las absidiolas laterales parcialmente destruidas
4. Eliminación del revoque de cemento que cubría el románico del siglo XII
5. Limpieza de la nave central salvando el oro existente
6. Acabado pictórico de la bóveda, paredes y capillas laterales
7. Renovación de los ventanales laterales
8. Colocación de pavimento en piedra noble y pulida
9. Colocación de cien bancos nuevos

El Sr. Manuel Peset Ninot fue el arquitecto a cargo del proyecto.